# Johann August Zeune

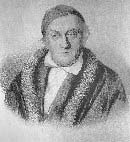
Johann August Zeune

Johann August Zeune (* 12. Mai 1778 in Wittenberg; † 14. November 1853 in Berlin) war ein deutscher Pädagoge, Geograph, Germanist und der Begründer der Berliner Blindenanstalt.
Er prägte 1808 den Begriff der Großregion „Balkanhalbinsel“, die bis dahin in Westeuropa hauptsächlich als „Europäische Türkei“ bekannt war.

## Leben

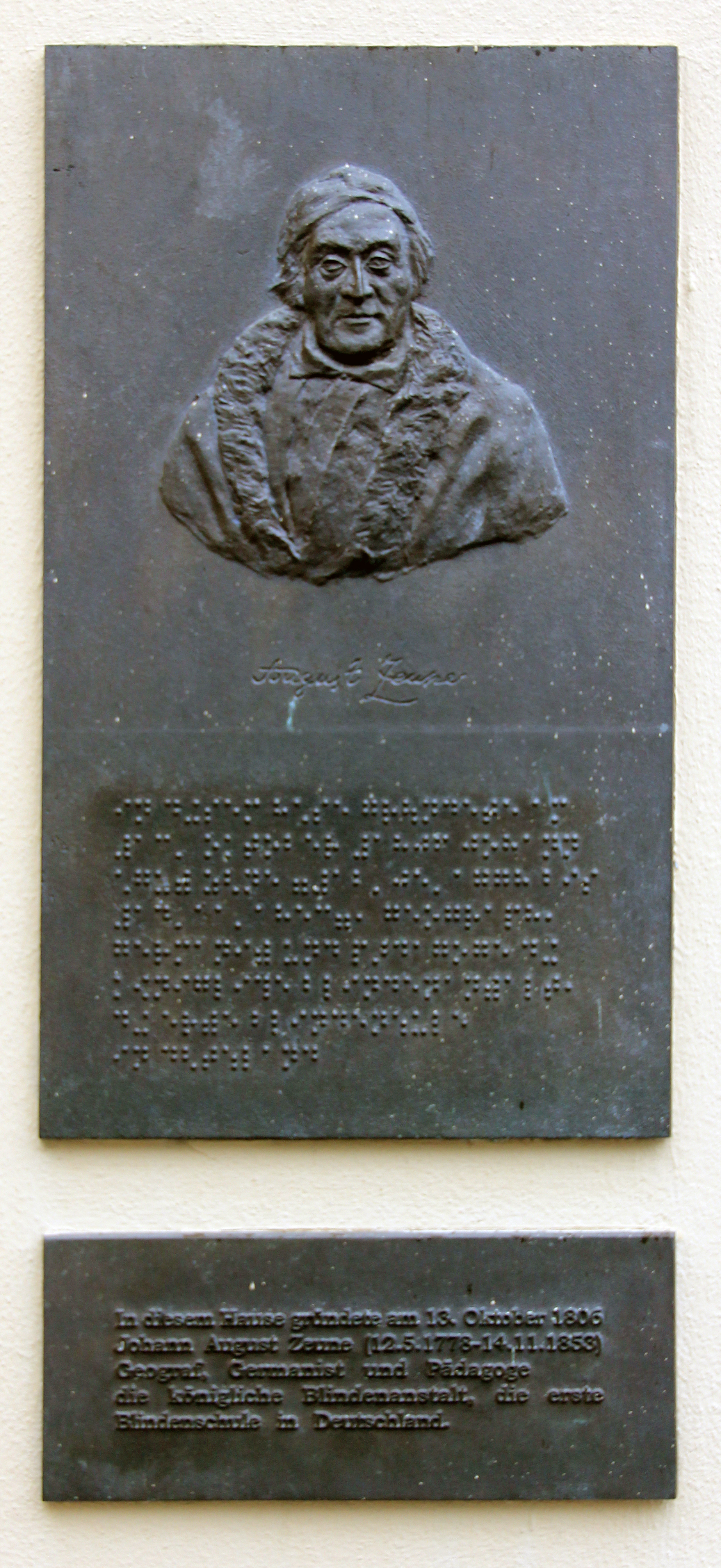
Gedenktafel am Haus, Gipsstraße 11, in Berlin-Mitte

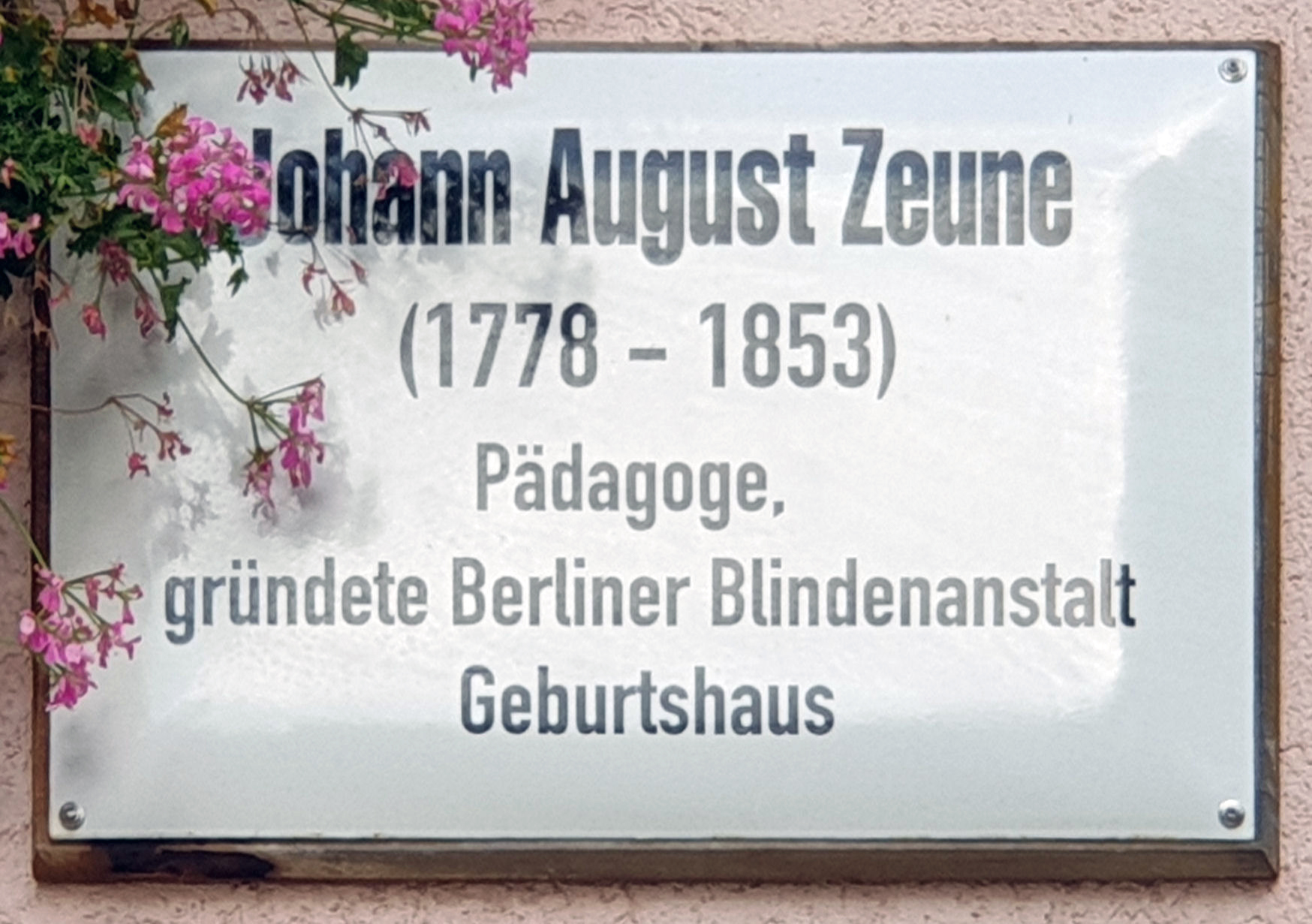
Gedenktafel in Wittenberg

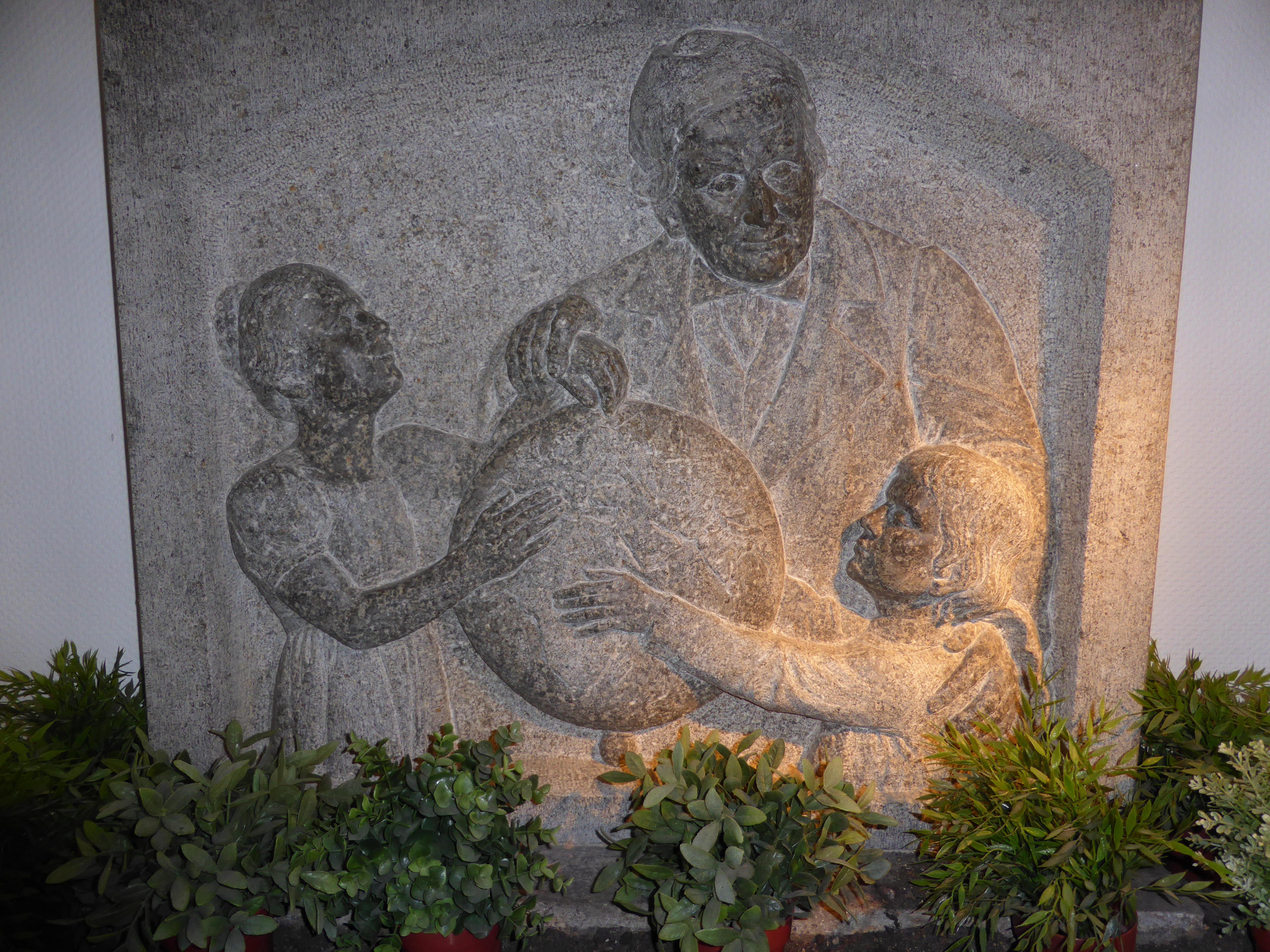
Zur 100-Jahr-Feier am 13. Oktober 1906 enthülltes Relief in der Blindenschule von Georg Meyer-Steglitz

Johann August Zeune wurde am 12. Mai 1778 in Wittenberg als Sohn des Johann Karl Zeune, Professor für Griechisch an der Universität Wittenberg, geboren. In seinem Elternhaus wurde er durch seinen Vater und Hauslehrer erzogen. 1798 ließ sich Zeune an der Wittenberger Universität immatrikulieren. Er wurde für seine Dissertation über die Geschichte der Geographie promoviert und bekam für eine kurze Zeit die Würde eines akademischen Dozenten, einer Quasiprofessur für Geographie, verliehen. Seine neuartige „Höhenschichten-Karte“ der Erde machte ihn in akademischen Kreisen bekannt.
1803 siedelte er nach Berlin über und wurde dort Lehrer am Gymnasium zum Grauen Kloster.
In Berlin, wo er als Privatgelehrter lebte, verkehrte er freundschaftlich mit Johann Gottlieb Fichte und dem Historiker Johannes von Müller. Erfolglos bewarb er sich auf eine Expedition ins Innere Afrikas und begab sich kurz darauf in die „innere Welt der Blinden“. Auf dem Gebiet der Augenheilkunde erweiterte Zeune sein Wissen beim Gründer der ersten europäischen Blindenanstalt, Valentin Haüy in Paris. König Friedrich Wilhelm III. verfügte am 11. August 1806 die Gründung einer Blindenanstalt in Berlin und gab Zeune den Auftrag dazu. Am 13. Oktober 1806 konnte er mit dem Unterricht beginnen. Es war die erste Blindenschule in Deutschland.
Mit Geld von Freunden und seinem eigenen Vermögen rettete er die Schule durch die Kriegswirren des Vierten Koalitionskrieges. Im Jahre 1809 überließ Johann August dem Holzbronzefabrikanten Carl August Mencke die Produktion seiner Relief-Globen, die bis 1818 weltweit versandt wurden. 1810 wurde Zeune in Berlin Professor der Geographie. Von 1811 bis 1821 las er an der Berliner Universität auch über deutsche Sprache und Literatur. Pädagogische Begabung bekunden sein Handbuch der Blindenerziehung „Belisar“ (1808) und das Werk „Gea. Versuch einer wissenschaftlichen Erdkunde“ (1808).
Nach der französischen Besatzung trat er als politischer Publizist von entschieden patriotischer Färbung hervor. Er beklagte wortreich die Erniedrigung des deutschen Volkes durch Napoleon Bonaparte als „ein Thier ohne Willen, vertauscht, verschenkt, abgetreten“. Als Germanist stand Zeune im Banne romantischer Vorstellungen; er kämpfte gegen Fremdwörter und machte sich besonders um die Einbringung des Nibelungenliedes verdient, von dem er eine Prosaübersetzung (1813) und eine Taschenbuchausgabe (1815) veröffentlichte. Er zählte 1828 mit Johann Jacob Baeyer u. a. zu den Mitstiftern der Gesellschaft für Erdkunde zu Berlin.

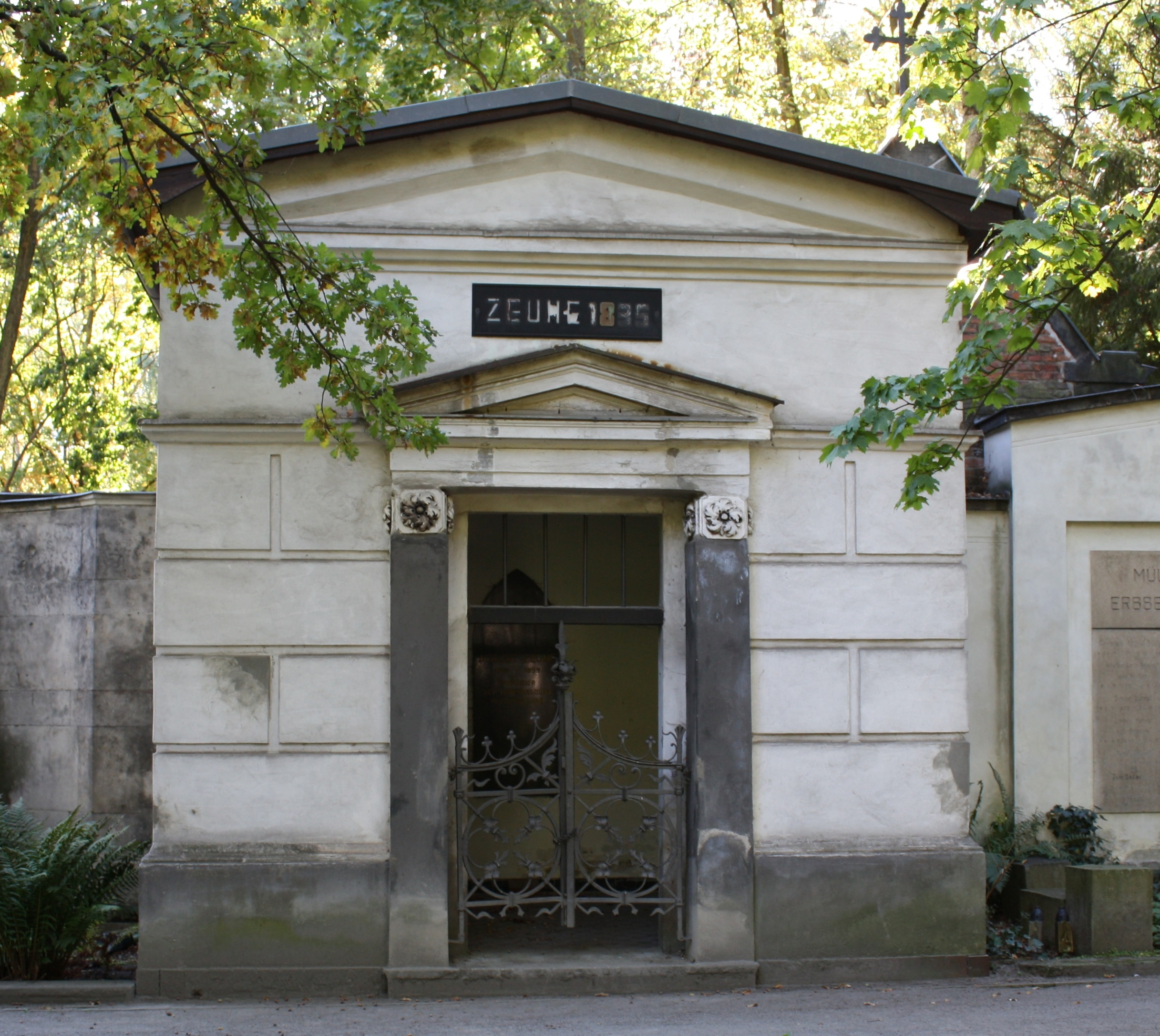
Grabmal

Johann August Zeune verstarb am 14. November 1853 in Berlin, nachdem er im Alter das Augenlicht verloren hatte. Er wurde auf dem Alten Georgenfriedhof in der Greifswalder Straße 229/234 beigesetzt. Sein Grab ist als Ehrengrab der Stadt Berlin gewidmet.
Nach Zeune wurden in Berlin-Steglitz die Johann-August-Zeune-Schule für Blinde und die Zeunepromenade benannt (Zu beiden siehe Rothenburgstraße).

## Werke (Auswahl)
- Goea – Versuch einer wissenschaftlichen Erdbeschreibung. 2. Auflage, Berlin 1811 (Digitalisat).
- Gothische Sprachformen und Sprachproben, zu Vorlesungen entworfen, Maurer, Berlin 1825 (Digitalisat).
- Warta und Weichsel, die alten Grenzflüsse zwischen Germanen und Sarmaten. In: Annalen der Erd-, Völker- und Staatenkunde, Band 4, Berlin 1831, S. 521–527 (online).
- Über Schädelbildung zur festern Begründung der Menschenrassen, Berlin 1846 (Digitalisat)

als Herausgeber
- Das Nibelungenlied. Die Urschrift nach den besten Lesarten neu bearbeitet, und mit Einleit und Wortbuch zum Gebrauch für Schulen versehen. Mit einem Holzschnitt von Gubitz. Maurer, Berlin 1815 (Digitalisat).
- Der Krieg auf Wartburg nach Geschichten und Gedichten des Mittelalters, Berlin 1818 (Digitalisat).